# Салья (деревня)
 Салья  — деревня в Кильмезском районе Кировской области в составе Чернушского сельского поселения.

## География
Расположен на расстоянии примерно 22 км по прямой на северо-запад от райцентра поселка Кильмезь.

## История
Известна с 1873 года как деревня Салья Старая, в которой дворов 20 и жителей 157. В 1905 году здесь (Салья) дворов 52 и жителей 385, в 1926 78 и 420 (411 удмурты), в 1950 130 и 423, в 1989 150 жителей .

## Население
Постоянное население составляло 87 человек (удмурты 94%) в 2002 году, 47 в 2010.